# Steinhuder Meerbach

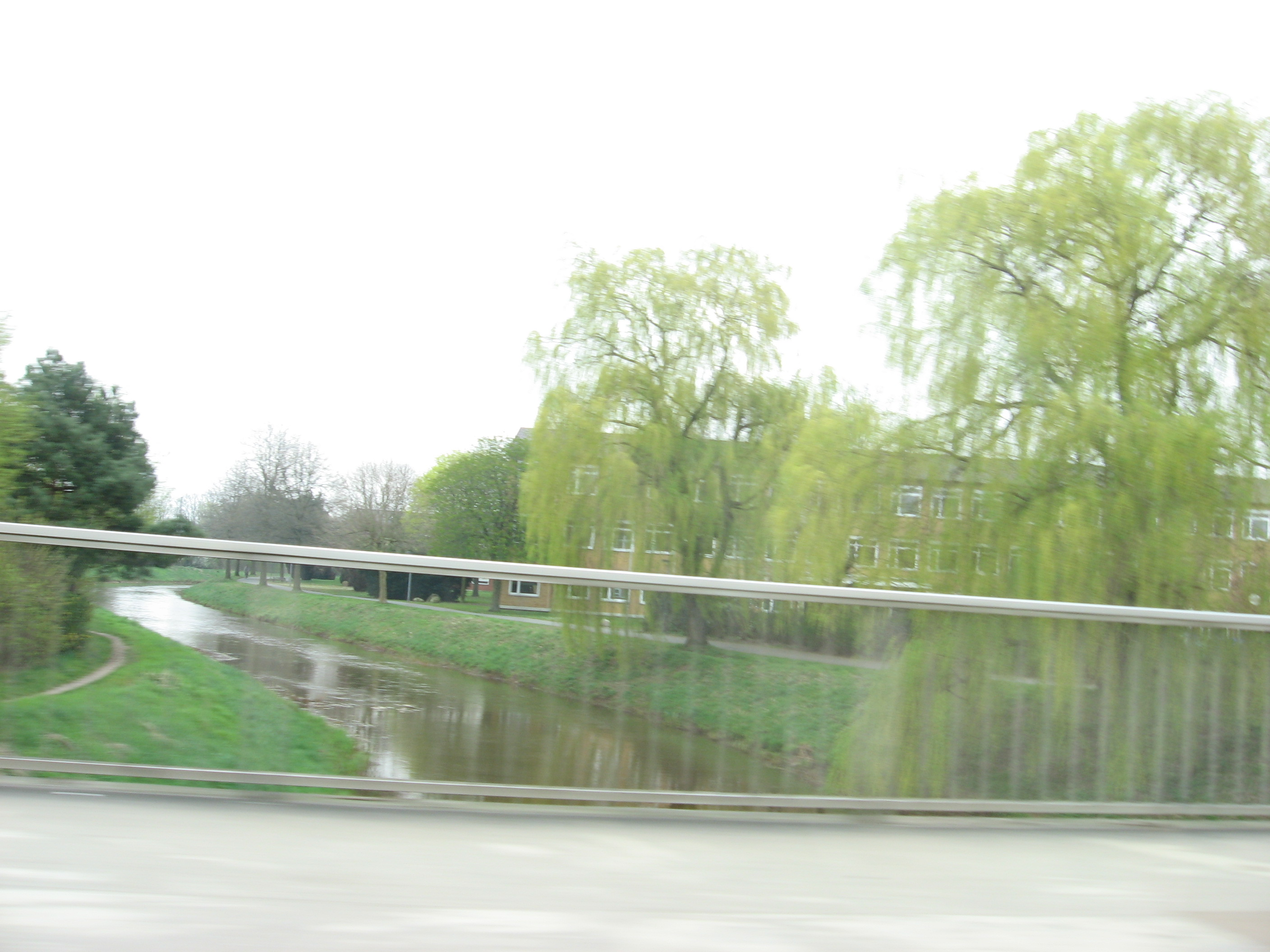
Der Meerbach in Nienburg

Der Steinhuder Meerbach, von seinen Anwohnern oft nur „Meerbach“ genannt, ist ein 29 km langer orografisch rechter Nebenfluss der Weser in Niedersachsen.

## Verlauf
Der Steinhuder Meerbach ist der natürliche Abfluss des Steinhuder Meeres. Seine Wasserführung übersteigt die der oberirdischen Zuflüsse des Sees deutlich. Er verlässt ihn an seinem nordwestlichen Ende und fließt von dort in westliche Richtung durch das Naturschutzgebiet Meerbruch und den Ort Rehburg. Anschließend wendet er seinen Lauf nach Norden und mündet nach 29 km bei Nienburg mit einer mittleren Wasserführung von gut 2 m³/s in die Weser. 
Der Steinhuder Meerbach ist fast auf der gesamten Länge kanalisiert. Im Nienburger Stadtgebiet wird er auch häufig Aue genannt, in den südlich benachbarten Orten auch die Bäke. 
An der Stelle des scharfen Knicks nach Westen in Nienburg kurz vor der Wesermündung floss der Meerbach früher weiter nach Nordosten und mündete bei Rethem in die Aller. Seinem früheren Verlauf folgt heute der Schipsegraben.